# Sundträsket
Sundträsket är en sjö i Storumans kommun i Lappland och ingår i Umeälvens huvudavrinningsområde. Sjön har en area på 1,99 kvadratkilometer och ligger 276,9 meter över havet. Sjön avvattnas av vattendraget Sundträskbäcken.

## Delavrinningsområde
Sundträsket ingår i det delavrinningsområde (722240-158368) som SMHI kallar för Utloppet av Sundträsket. Medelhöjden är 307 meter över havet och ytan är 8,93 kvadratkilometer. Räknas de 8 avrinningsområdena uppströms in blir den ackumulerade arean 69,35 kvadratkilometer. Sundträskbäcken som avvattnar avrinningsområdet har biflödesordning 4, vilket innebär att vattnet flödar genom totalt 4 vattendrag innan det når havet efter 231 kilometer. Avrinningsområdet består mestadels av skog (66 procent). Avrinningsområdet har 2 kvadratkilometer vattenytor vilket ger det en sjöprocent på 22,3 procent.